# Gare de Saint-Amand-Montrond - Orval
Gare de Saint-Amand-Montrond - Orval – stacja kolejowa w Orval, w departamencie Cher, w Regionie Centralnym-Dolinie Loary, we Francji. Obsługuje również Saint-Amand-Montrond.
Została otwarta w 1861 roku przez Compagnie du chemin de fer de Paris à Orléans (PO). Jest stacją Société nationale des chemins de fer français (SNCF), obsługiwana przez pociągi Intercités i TER Centre.

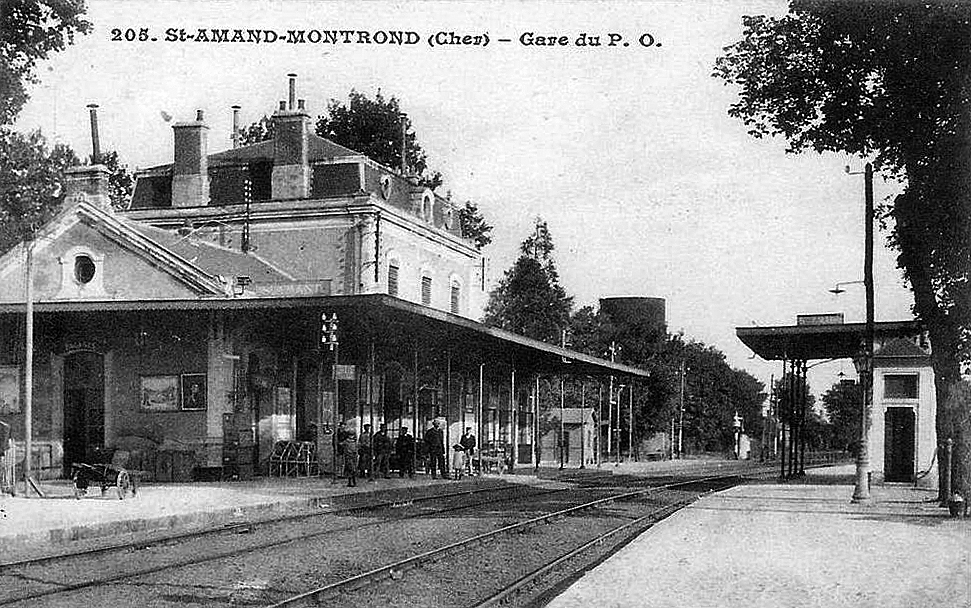
Dworzec w 1900